# 셰터드 (영화)
《셰터드》(영어: Shattered)는 미국에서 제작된 루이스 프리에토 감독의 2022년 심리 스릴러 영화이다. 캐머런 모너핸 등이 출연하였다.

## 출연
- 캐머런 모너핸
- 릴리 크루크
- 프랭크 그릴로
- 존 맬커비치
- 사샤 루스